# Nawarzyce (gromada)
Nawarzyce – dawna gromada, czyli najmniejsza jednostka podziału terytorialnego Polskiej Rzeczypospolitej Ludowej w latach 1954–1972.
Gromady, z gromadzkimi radami narodowymi (GRN) jako organami władzy najniższego stopnia na wsi, funkcjonowały od reformy reorganizującej administrację wiejską przeprowadzonej jesienią 1954 do momentu ich zniesienia z dniem 1 stycznia 1973, tym samym wypierając organizację gminną w latach 1954–1972.
Gromadę Nawarzyce z siedzibą GRN w Nawarzycach utworzono – jako jedną z 8759 gromad na obszarze Polski – w powiecie jędrzejowskim w woj. kieleckim, na mocy uchwały nr 13b/54 WRN w Kielcach z dnia 29 września 1954. W skład jednostki weszły obszary dotychczasowych gromad Nawarzyce, Brzezinki, Sadki i Niegosławice (bez kolonii Zawale) ze zniesionej gminy Nawarzyce w tymże powiecie. Dla gromady ustalono 15 członków gromadzkiej rady narodowej.
1 stycznia 1958 do gromady Nawarzyce przyłączono wieś Przyrąb oraz uroczyska Gaik Niegosławicki i Gaik Sądowski z gromady Lubcza w powiecie pińczowskim w tymże województwie.
31 grudnia 1959 do gromady Nawarzyce przyłączono wsie Dębiany, Konary, Olbrachcice i Strzeszkowice oraz kolonie Nowizna Strzeszkowska i Strzeszkowice ze zniesionej gromady Strzeszkowice.
Gromada przetrwała do końca 1972 roku, czyli do kolejnej reformy gminnej.